# Idertia
Genre
Idertia Farron est un genre de plantes à fleurs de la famille des Ochnaceae.

## Liste d'espèces
Selon Catalogue of Life (6 février 2018) :
- Idertia axillaris (Oliv.) Farron
- Idertia morsonii (Hutch. & Dalz.) Farron

Selon NCBI (6 février 2018) :
- Idertia axillaris
- Idertia morsonii

Selon The Plant List (6 février 2018) :
- Idertia axillaris (Oliv.) Farron
- Idertia morsonii (Hutch. & Dalziel) Farron

Selon Tropicos (6 février 2018) (Attention liste brute contenant possiblement des synonymes) :
- Idertia axillaris (Oliv.) Farron
- Idertia mildbraedii (Gilg) Farron
- Idertia morsonii (Hutch. & Dalziel) Farron